# Digger (película de 1993)
Digger es una película estadounidense de 1993 dirigida por Rob Turner. Fue protagonizada por Adam Hann-Byrd, Joshua Jackson, Timothy Bottoms, Olympia Dukakis y Leslie Nielsen. Distribuida por Skouras Pictures, la película se estrenó el 30 de septiembre de 1993 en el Festival Internacional de Cine de Vancouver.

## Sinopsis
Un niño de 12 años (Adam Hann-Byrd) es enviado a vivir con unos familiares cuando sus padres se separan. El se hace amigo de un niño moribundo (Joshua Jackson) que tiene una conexión misteriosa con la naturaleza.

## Reparto
- Adam Hann-Byrd - Digger
- Joshua Jackson - Billy
- Timothy Bottoms - Sam Corlett
- Barbara Williams - Anna Corlett
- Olympia Dukakis - Bea
- Leslie Nielsen - Arthur Evrensel

- Datos: Q5275622